# Birpara
Birpara (en bengalí:বীরপাড়া  ) es una localidad de la India situada en el distrito de Alipuardar, estado de Bengala Occidental. Según el censo de 2011, tiene una población de 10 821 habitantes.